# Respect (this & that)
「Respect (this & that)」（リスペクト(ディス&ザット))は、久保田利伸27枚目のシングル。2002年2月20日に、SME Recordsから発売された。

## 概要
前作から3ヶ月、アルバム『United Flow』からの先行シングル第2弾。カップリング曲の無い1トラック・シングル。

## 収録曲
作詞・作曲：久保田利伸
1. Respect (this & that)